# Família Chloris
La família Chloris és una petita família d'asteroides situada en el cinturó principal. La família va ser va ser nomenada amb el nom del primer asteroide que va ser classificat en aquest grup, (410) Chloris.
El nombre estimat de membres d'aquesta família és de 93 asteroides. Alguns membres d'aquesta família són:
| Nome          | Diàmetre  | Semieix major | Inclinació orbital | Excentricitat orbital | Descobriment |
| ------------- | --------- | ------------- | ------------------ | --------------------- | ------------ |
| (410) Chloris | 123,57 km | 2,729 UA      | 10,922 °           | 0,237                 | 1896         |
| (521) Brixia  | 115,65 km | 2,740 UA      | 10,593 °           | 0,282                 | 1904         |